# Nová synagoga v Teplicích

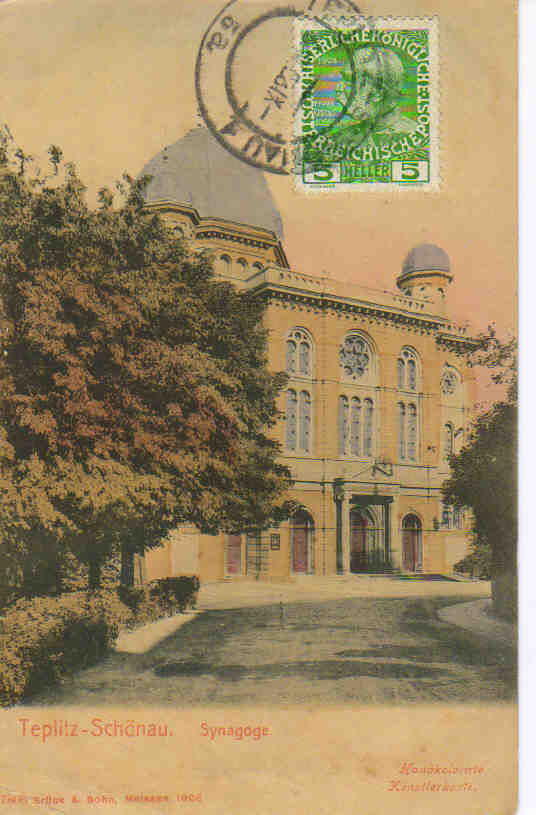
Propagační pohled Spolku pro vybudování chrámu – čelní fasáda synagogy

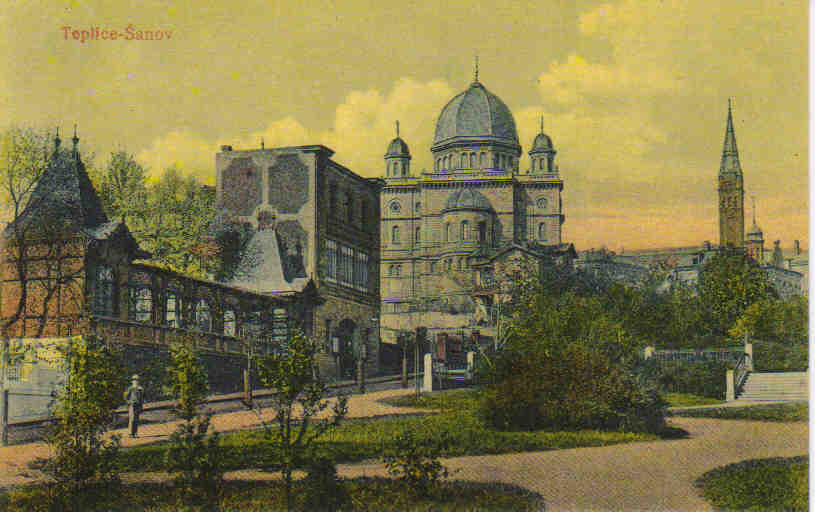
Zadní fasáda synagogy s viditelně přiléhajícím zadním traktem

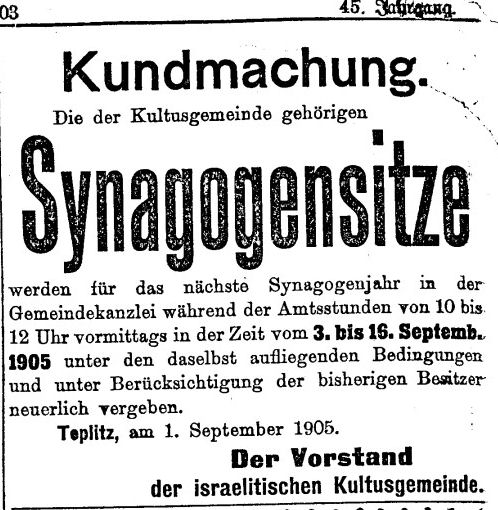
Inzerát ku zakoupení ročních místenek v templu v teplickém Teplitz-Schönau Anzeiger z roku 1905

Nová teplická synagoga, neboli Templ, stála ve městě Teplice mezi lety 1882–1939, kdy byla vypálena a srovnána se zemí místními zfanatizovanými sudetskými Němci. Ve své době byla jednou z největších synagog v Čechách.

## Historie
Město Teplice – stejně jako celé Severní Čechy – má dlouhou tradici židovského osídlení. První zmínka o Židech z Teplic pochází z roku 1414, od druhé poloviny 15. století již v Teplicích funguje ustanovená židovská obec, v 50. letech 17. století tvoří Židé zhruba jednu třetinu obyvatel města – 231 osob. Počet židovských obyvatel města různě fluktuoval, podle toho, jak byli v průběhu časů perzekvování či naopak tolerováni. V pol. 19. století bydlelo v Teplicích už 555 osob židovského vyznání, roku 1890 už to bylo 1865 osob a jejich počet neustále stoupal. V roce 1930 se k místní ŽNO hlásilo přes tři a půl tisíce osob, skutečný počet židovských obyvatel Teplic byl však mnohem vyšší, přes 6 tisíc. To z Teplic dělalo druhou největší židovskou obec v Čechách, hned po Praze.

### Důvody pro výstavbu nové synagogy
Židé v Teplicích byli, podle běžné praxe, soustředění až do roku 1781 v ghettu – židovské čtvrti (zbořena po druhé světové válce) – která stávala jihovýchodně od hlavního náměstí. Zde samozřejmě fungovaly všechny facility nezbytné pro náboženský život, tj. stará synagoga (postavena v pol. 16. století, zbořena po 2. svět. válce), mikve, v roce 1934 zde byla dokonce otevřena soukromá talmudská studovna – tzv. bejt ha-Midraš. Středověké stísněné prostředí ghetta, kde tato stará synagoga stála, však nemohlo v dostatečné míře reprezentovat rozmach zdejší židovské komunity v 19. století. Proto byl v roce 1879 ustanoven tzv. Spolek pro výstavbu teplického židovského chrámu – Tempelbau Verein, jenž měl za úkol nashromáždit formou veřejných sbírek a darů dostatečný finanční obnos potřebný ke stavbě nové reprezentativní stavby synagogy, která by nesloužila jen náboženským účelům, nýbrž i jako komunitní centrum a místo pro společné setkávání místní židovské komunity při význačných událostech. Předběžné náklady na stavbu byly vyčísleny na 100 000 zlatých.

### Stavba
Jako hlavní architekt byl v létě 1880 vybrán Hermann Rudolph, který již v Teplicích pomáhal dostavět budovu městského divadla a poté se zde usadil natrvalo. Stavba byla navržena v neorenesančním slohu s maurskými prvky. Avšak zcela evidentně byla inspirována, ne-li přímo ovlivněna, jedním z nejvýznamnějších synagolních architektů v celém Rakousko-Uhersku, Wilhelmem Stiassnym. Ihned v březnu 1880 se začalo stavět, stavba však musela být v roce 1881 přerušena. Čtyři nosné sloupy, které měly nést centrální kopuli, musely být zcela strženy a jejich základy bylo nutno ještě prohloubit a zdokonalit. Radil při tom jiný známý architekt – Josef Mocker, který v té době právě dokončoval stavbu jiné reprezentativní stavby – katedrály sv. Víta. V červnu 1882 bylo provedeno slavnostní letování báně stožáru organizované Spolkem za účasti vedení teplické ŽNO. Do báně byly uloženy dokumenty popisující stavbu, architekty a historii vzniku. Nová synagoga byla slavnostně zasvěcena 10. června téhož roku za účasti více než 2000 osob, a to nejen Židů, ale všech význačných osobností. Dobový teplický deník Tepltz-Schönauer Anzeiger uvádí:
| „ | "Spořádáný průvod členů obce, provázený i mnohými občany města, se za krásného počasí vydal na symbolickou cestu od staré synagogy v bývalém ghettu k nové synagoze. Slavnostnímu otevření přihlíželo přes 2000 občanů, následovalo samotné vysvěcení chrámu. Přítomno bylo mnoho významných hostí a delegací a ty, které se nemohly zúčastnit osobně, zaslaly alespoň blahopřejný telegram. K příležitosti vysvěcení nového chrámu byla vydána dokonce i pamětní medaile." | “ |

### Zničení
Teplická synagoga sloužila místní vzkvétající židovské komunitě až do předvečera mnichovské zrady, která však nepřinesla zkázu jen této nádherné stavbě, ale především komunitě samotné. V noci ze 14. na 15. března 1939 byla při místních nepokojích synagoga zapálena a do rána zcela vyhořela. Krátce poté byla úředně nařízena demolice a odklizení trosek. Teplická synagoga bezesporu patřila k dominantám Teplic a svými proporcemi to byla jedna z nevýznačnějších synagogálních staveb v Evropě vůbec. Na jejím místě je dnes původně provizorní patrová budova, před níž byl v roce 1955 odhalen skromný památník.[zdroj⁠?!] V roce 1994 byl vybudován nový památník, jenž na místě stojí dodnes (2020).50°38′26,72″ s. š., 13°49′57,84″ v. d. Několikrát byl cílem vandalských útoků. Z více než 6 tisíc teplických Židů přežilo události šoa jen několik desítek osob.